# Loïc Lüthi
Loïc Lüthi (* 30. September 2003 in Winterthur) ist ein schweizerischer Fussballspieler. Der Innenverteidiger steht beim FC Winterthur unter Vertrag.

## Karriere

### Verein
In seiner Jugend durchlief Lüthi die Nachwuchsabteilung des FC Winterthur. In der Rückrunde 2021/2022 spielte er leihweise beim FC Seuzach in der 2. Liga interregional, in der Saison 2022/23 wurde er für eine Saison an den SC Kriens in die Promotion League verliehen. Zurück auf der Schützenwiese unterschrieb er im Sommer 2023 seinen ersten Profivertrag, woraufhin er fest ins Kader der ersten Mannschaft aufrückte und sein Debüt in der höchsten Schweizer Spielklasse im November 2023 gab.

## Varia
Sein Vater Stephane Lüthi wie auch sein Grossvater Bruno Lüthi waren ebenfalls Fussballspieler der ersten Mannschaft des FC Winterthur.